# Bosque nacional Sierra
El bosque Nacional Sierra es un bosque nacional de los Estados Unidos, localizado en la ladera oeste del centro de Sierra Nevada, en el estado de California. Rodeado por el Parque Nacional Yosemite y al sur por el Parque Nacional Cañón de los Reyes. El bosque es conocido por sus paisajes de montaña y por los recursos naturales. La sede forestal se encuentra en Clovis, California. Hay varios locales donde se encuentran las oficinas del distrito de guardaparques en North Fork y Prather.
Cubre, en orden descendente de área forestal, las partes orientales de los condados de Fresno, Madera y Mariposa, adyacentes a la parte sur del Parque Nacional Yosemite, incluye más de 5300 km² en altitudes que varían entre 274 m y 4263 m de altura.
La ecología del bosque nacional es típica del lado occidental del sur de Sierra Nevada: la distribución de las especies se rige en gran medida por el clima, que depende en gran medida de la altitud.  La ecología se puede describir mediante zonas bióticas, que están marcadas por una especie indicadora de árboles o por la falta de árboles. Unos 1,550 km² del bosque son bosques antiguos y contienen pino torcido (Pinus contorta) y abeto rojo (Abies magnifica).

## Historia
Fue el segundo bosque Nacional creado en California y el más grande en su tiempo. Llegó a cubrir cerca de 24 000 km² de la Sierra Nevada cruzando ocho condados desde Tuolumne al norte, Kern al sur, Mono y Inyo al Este.
El presidente Benjamín Harrison proclamó la reserva del bosque de Sierra el 14 de febrero de 1893. El 1 de julio de 1908, el parque Nacional Secuoya, el bosque Nacional de Secuoyas y el parque Nacional Cañón de los Reyes fueron establecidos en la porción sur del bosque Nacional Sierra. Porciones al oriente del bosque se convirtieron en los bosques Nacionales de Inyo y Toiyabe; porciones septentrionales se usaron para crear el parque Nacional Yosemite y el bosque Nacional Stanislaus respectivamente.